# Урумський алфавіт
Небагато текстів урумською мовою було записано грецьким алфавітом.
У 1920-ті — 1930-ті в урумських селах викладалася кримськотатарська мова.

## Сучасна писемність
Останнім часом використовується кирилична писемність, але офіційно вона не затверджена і в різних джерелах використовуються різні варіанти алфавіту. Відомий фахівець у галузі кипчацьких мов Олександр Гаркавець використовує у своїх роботах такий алфавіт.
| А а   | Б б | В в   | Г г   | Ғ ғ | Д д | (Δ δ) | Д′ д′ |
| (Ђ ђ) | Е е | Ж ж   | Җ җ   | З з | И и | Й й   | К к   |
| Л л   | М м | Н н   | Ң ң   | О о | Ӧ ӧ | П п   | Р р   |
| С с   | Т т | Т′ т′ | (Ћ ћ) | У у | Ӱ ӱ | Υ υ   | Ф ф   |
| Х х   | Һ һ | Ц ц   | Ч ч   | Ш ш | Щ щ | Ъ ъ   | Ы ы   |
| Ь ь   | Э э | Ю ю   | Я я   | Θ θ |     |       |       |

У навчальному посібнику з урумської мови, виданому в Києві в 2008, використовується інший алфавіт.
- Мовне планування